# 世良田頼氏
世良田 頼氏（せらだ よりうじ）は、鎌倉時代の上野国の武士、鎌倉幕府の御家人である。

## 経歴
頼氏は新田義重の四男世良田義季の子、教氏・満氏らの父。
父から上野国新田荘世良田郷（現在の群馬県太田市世良田町）を譲られて世良田弥四郎と称し、世良田氏の祖となった。義季・頼氏父子は世良田郷近辺の所領の開発を進め、富を蓄えて新田氏一族中の実力者となっていたらしい。
1244年、新田義重の曾孫で新田氏本宗家の惣領、新田政義が京都大番役を任務途中で幕府に無断で放棄し、出家するという事件を起こした。幕府はただちに政義と新田本宗家から新田氏惣領職を没収し、頼氏と新田一族の岩松氏に分割して与えた。頼氏は将軍の近習として幕府に出仕し、高い地位に昇った。この頃、三河守に任官したようである。こののち、鎌倉幕府の史書『吾妻鏡』には頼氏を指して「新田三河前司」と呼んでいる。
しかし、1272年に執権の北条時宗が謀反を企てた異母兄北条時輔を討つ事件二月騒動が起こると、頼氏の正室は名越教時の姉妹であったため、事件に連座して失脚し、佐渡に流された。同年6月に同地で死去。